# Agathosma apiculata
Agathosma apiculata là một loài thực vật có hoa trong họ Cửu lý hương. Loài này được Ernst Meyer, Friedrich Gottlieb Bartling và Heinrich Ludolph Wendland mô tả khoa học đầu tiên năm 1824.

## Hình ảnh

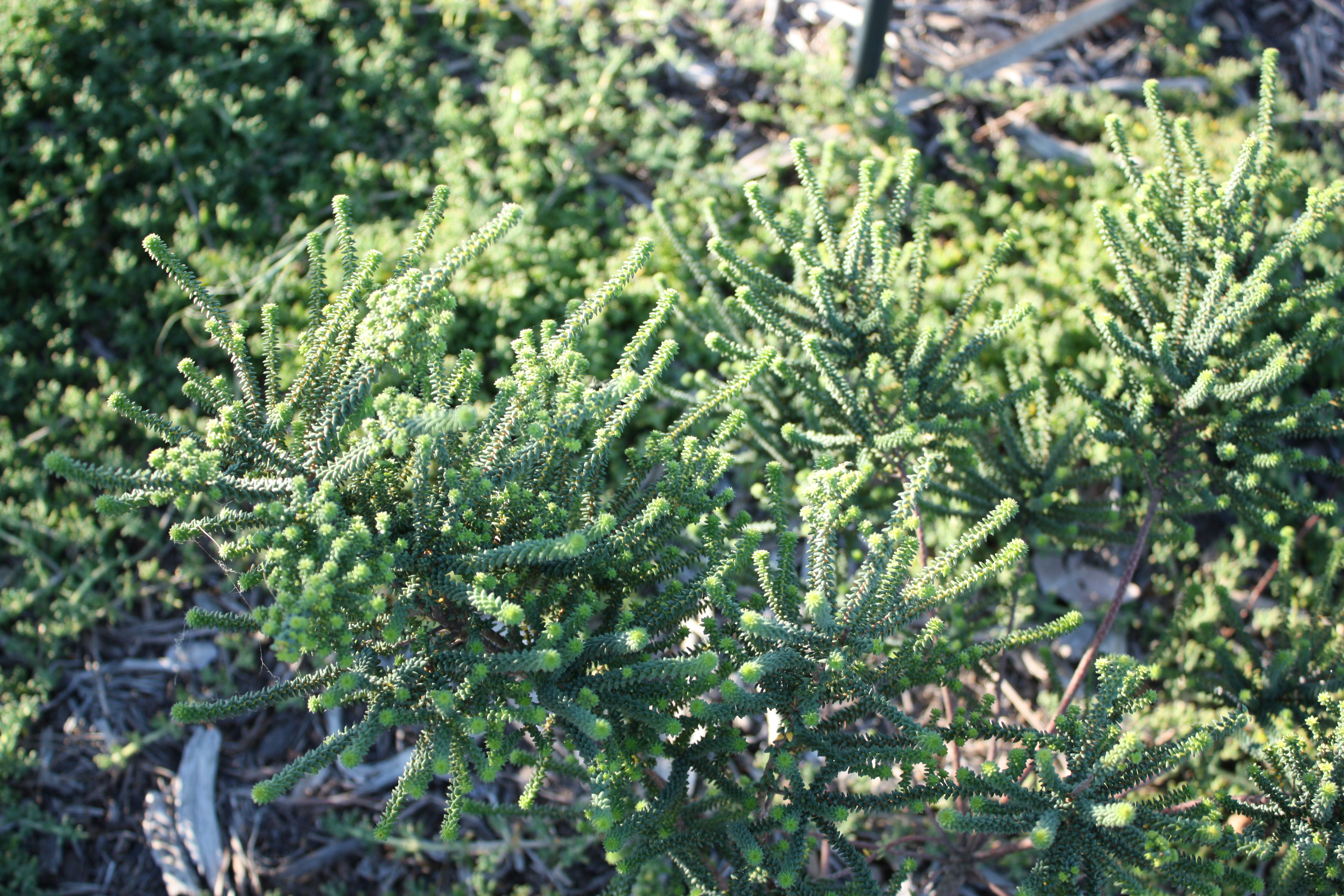
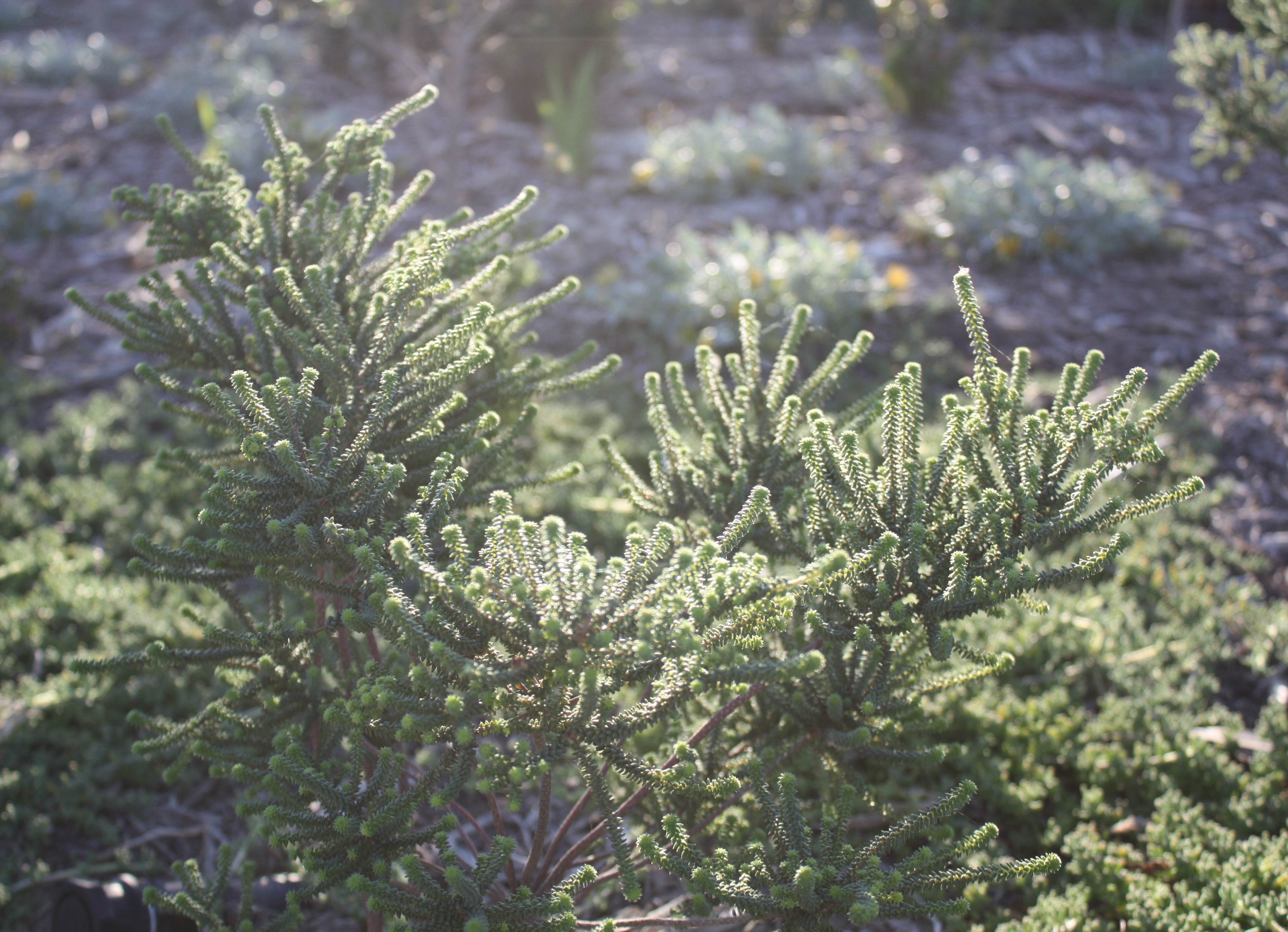
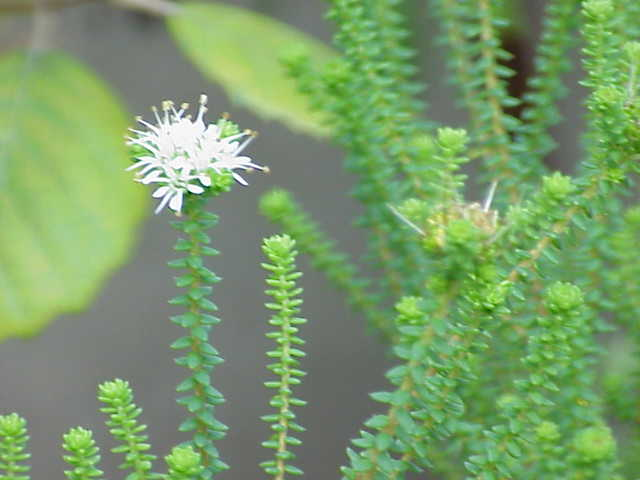